# Distrito de Jacas Chico
El distrito de Jacas Chico es uno de los ocho distritos de la provincia de Yarowilca, en el departamento de Huánuco, bajo la administración del Gobierno Regional de Huánuco, en Perú.
Desde el punto de vista jerárquico de la Iglesia católica forma parte de la Diócesis de Huánuco, sufragánea de la Arquidiócesis de Huancayo.

## Historia
Fue creado mediante Ley N.º 13419 del 20 de abril del 1960, en el segundo gobierno del Presidente Manuel Prado Ugarteche.

## Geografía
Abarca una superficie de 68,4 km².

## División administrativa

### Centros poblados
- Urbanos
  - San Cristóbal de Jacas Chico, con 667 hab.
- Rurales
  - Chasqui, con 176 hab.
  - Punto Unión, con 179 hab.
  - Rosapampa, con 156 hab.
  - Huancamina, con 87 hab.
  - Pucayacu, con 120 hab.

## Capital
Es el poblado de San Cristóbal de Jacas Chico, a 3775 m s. n. m. (metros sobre el nivel del mar).

## Autoridades

### Municipales
- 2023-2026
  - Alcalde: Marco Antonio Ventura Echavarría, del Movimiento Independiente Regional mi Buen Vecino.
  - Regidores: Contreras Gomez Alicia (Movimiento Independiente Regional mi Buen Vecino), Álvarez Santillán Cerilo (Movimiento Independiente Regional mi Buen Vecino), Barreto Armillón Rosa Luz (Movimiento Independiente Regional mi Buen Vecino), Robles Gomez León (Movimiento Independiente Regional mi Buen Vecino),Gomez Solorzano Euter (Movimiento Independiente Regional Huánuco Primero).

- 2019 - 2022

- 2015-2018[2]
  - Alcalde: Marco Antonio Ventura Echavarria, del Movimiento Político mi buen vecino.
  - Regidores: Alejandro Robles Casimiro (PAISANOCUNA), Raúl Barreto Chipana (PAISANOCUNA), Dominga Gómez Esteban (PAISANOCUNA), Yessica Salvador Solórzano (PAISANOCUNA), Higer Robles Rojas (SOMOS PERU).[3]
- 2015-2018: Eutemio Solórzano Hurtado.
  - 2019 - 2022

```
  Narciso Abad Salvador - ALCALDE
```

### Policiales
- Comisario:  PNP.

### Religiosas
- Diócesis de Huánuco[4]
  - Obispo: Mons. Jaime Rodríguez Salazar, MCCJ.
- Parroquia
  - Párroco: Pbro.

## Galería
- Wikimedia Commons alberga una categoría multimedia sobre Distrito de Jacas Chico.